# Jean-Paul Audet
Jean-Paul Audet (7 de diciembre de 1918 - 12 de noviembre de 1993) fue un erudito canadiense francófono, académico de la Universidad de Montreal, conocido por sus estudios sobre la Didaché y el cristianismo primitivo. 